# Дюртюли (Аургазинский район)
Дюртюли (баш. МФА: Дүртөйлөо файле — деревня в Аургазинском районе Республики Башкортостан Российской Федерации. Входит в состав Новокальчировского сельсовета. 
До 10 сентября 2007 года называлась деревней Старотурумбетово.

## География

### Географическое положение
Расстояние до:
- районного центра (Толбазы): 11 км,
- центра сельсовета (Новый Кальчир): 7 км,
- ближайшей ж/д станции (Белое Озеро): 41 км.

## История
В «Списке населенных мест по сведениям 1870 года», изданном в 1877 году, населённый пункт упомянут как деревня Старая Турумбетева (Дюртюли) 1-го стана Стерлитамакского уезда Уфимской губернии. Располагалась при речке Аургазе, по левую сторону Оренбургского почтового тракта из Стерлитамака в Уфу, в 60 верстах от уездного города Стерлитамака и в 8 верстах от становой квартиры в деревне Толбазы (Адиль-Муратова). В деревне, в 70 дворах жили 447 человек (240 мужчин и 207 женщин, мещеряки, тептяри), были мечеть, училище, водяная мельница. Жители занимались земледелием, скотоводством, лесным промыслом. 
По сведениям переписи 1897 года, в деревне Старо-Турумбетова (Дюртюли большая с мельницей) Стерлитамакского уезда Уфимской губернии жили 684 человека (322 мужчины и 362 женщины), все мусульмане.

## Население
| 2002 | 2009 | 2010 |
| ---- | ---- | ---- |
| 372  | ↘345 | ↗349 |